# Europa 2
Die Europa 2 ist ein Kreuzfahrtschiff der Reederei Hapag-Lloyd Cruises. Sie wurde seit September 2011 bei STX France (vormals Chantiers de l’Atlantique) in Saint-Nazaire gebaut und Ende April 2013 an den Auftraggeber abgeliefert. Seitdem wird sie von der Reederei für Kreuzfahrten in verschiedenen Fahrtgebieten eingesetzt.

## Geschichte

### Bau und Indienststellung
Im Dezember 2010 beauftragte Hapag-Lloyd Cruises die französische Werft STX France in Saint-Nazaire, ein neues Kreuzfahrtschiff zu bauen, das 2013 als Europa 2 in Dienst gestellt werden sollte. Die Innenausstattung wurde von dem deutschen Schiffsarchitektenbüro PSD entworfen.

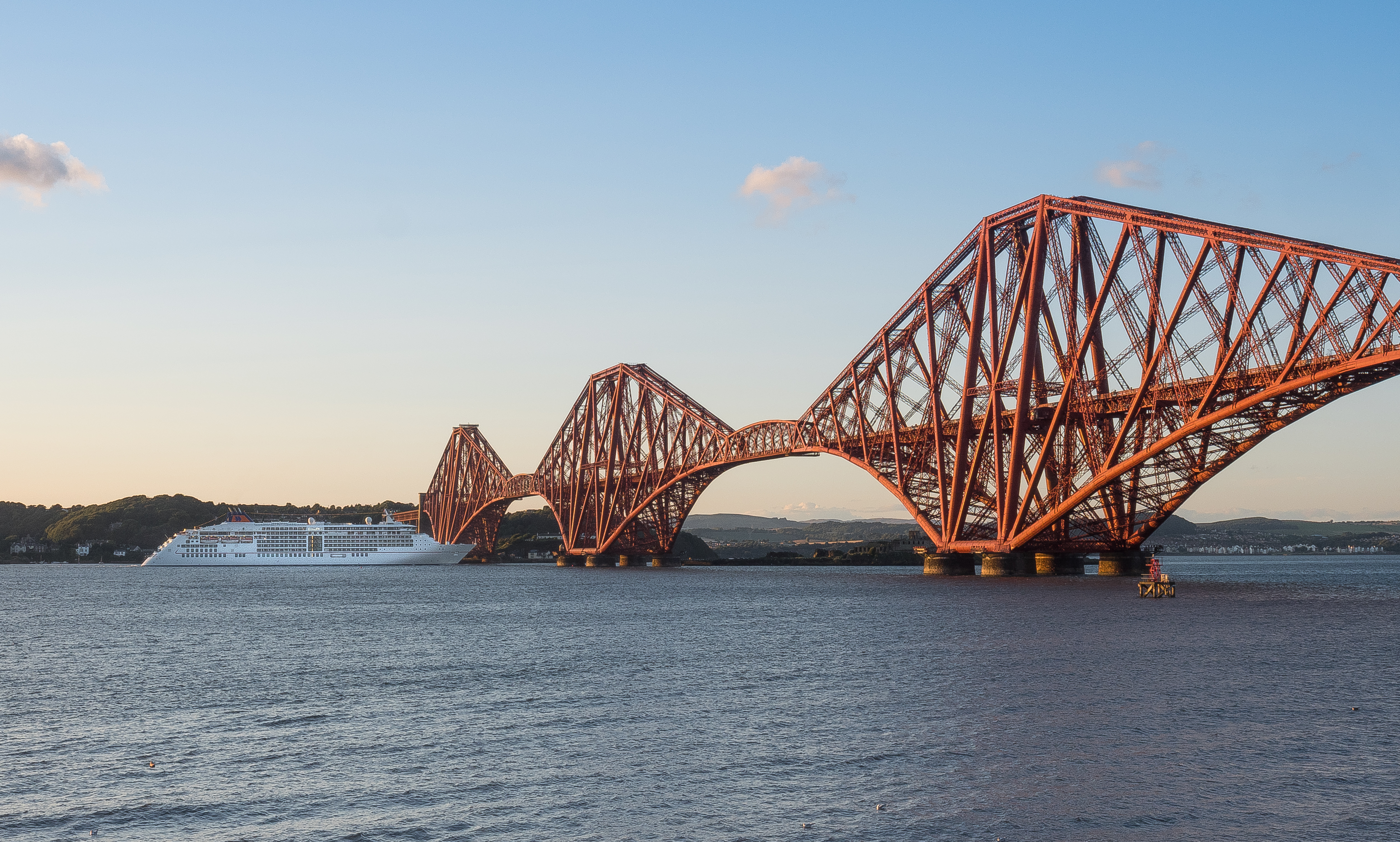
Europa 2 an der Forth Bridge, Firth of Forth Schottland

Der Bau begann mit dem ersten Stahlschnitt am 5. September 2011 und die Kiellegung erfolgte am 7. Februar 2012 durch Absenken des ersten Moduls im Trockendock. Nach vierzehn weiteren Modulen verließ der Neubau am 6. Juli 2012 das Baudock und wurde seitdem am Ausrüstungskai weiter vervollständigt. Nach den erfolgreichen Werfterprobungsfahrten konnte die Europa 2 am 26. April 2013 an Hapag-Lloyd übergeben werden. Am 10. Mai 2013 wurde das Schiff in Hamburg während des 824. Hafengeburtstags durch Dana Schweiger, Ex-Ehefrau des Schauspielers Til Schweiger, getauft.

### Einsatz
Die Europa 2 lief am 11. Mai 2013 zur Jungfernfahrt aus, die von Hamburg nach Barcelona führte. Mittlerweile wird das Schiff für weltweite Kreuzfahrten eingesetzt. Da die Europa 2 wie die ebenfalls von Hapag-Lloyd Cruises eingesetzte Europa im Vergleich zu anderen Kreuzfahrtschiffen relativ klein ist, kann sie auch Ziele ansteuern, die abseits der klassischen Routen liegen (z. B. das Amazonasgebiet).
Anfang 2015 kaufte TUI das Schiff vom bisherigen Besitzer Otto Mihm für 278 Millionen Euro, um die Charterraten zu sparen.

## Kabinen und Bordeinrichtungen

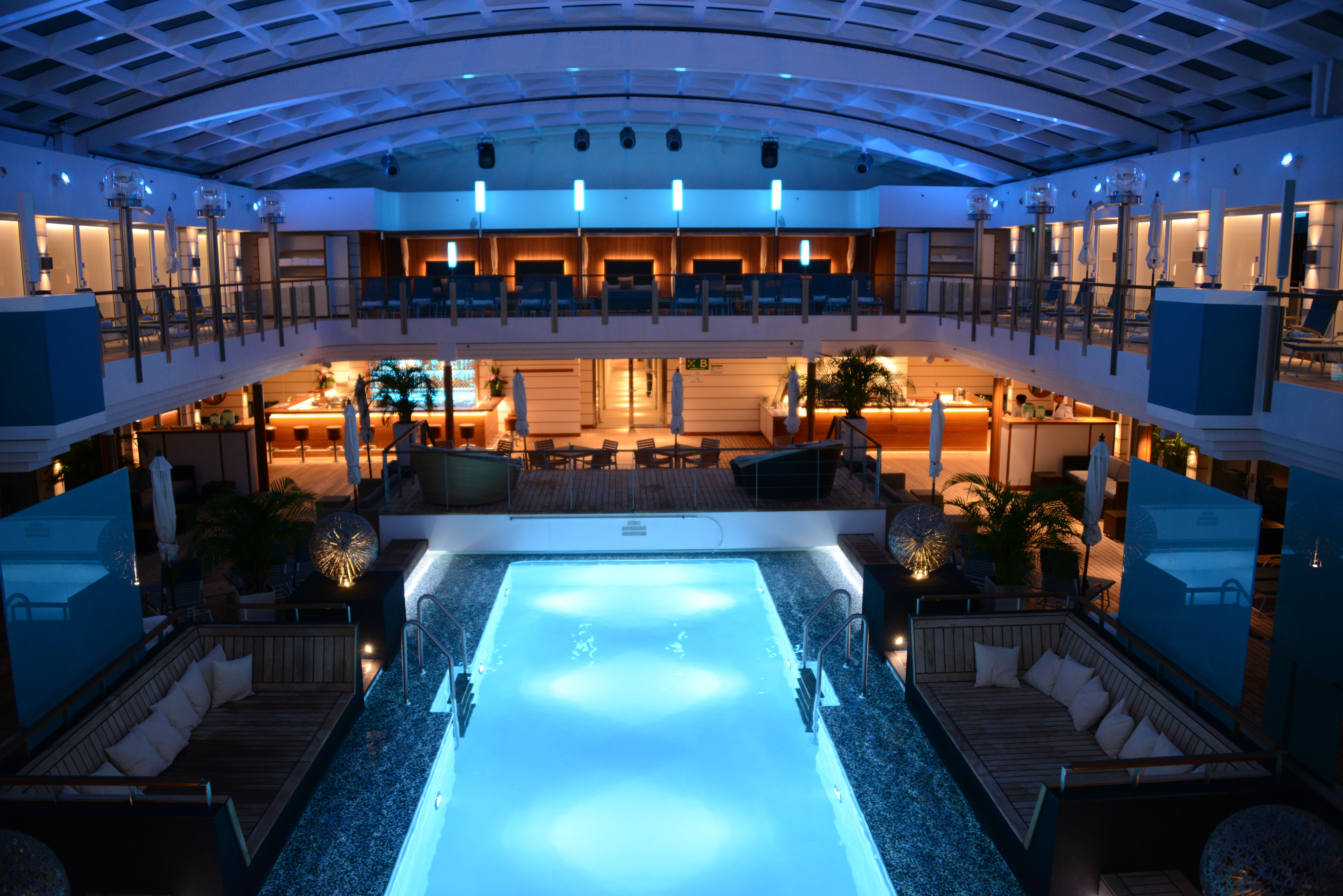
Swimmingpool der Europa 2

Bei den 251 Kabinen der Europa 2 handelt es sich ausschließlich um Suiten mit separatem Wohn- und Schlafbereich, von denen zwei über eine behindertengerechte Ausstattung verfügen. Sie sind in dreizehn Preiskategorien aufgeteilt. Je nach Größe, Lage und Ausstattung wird zwischen „Familien-Appartement“, „Veranda Suite“, „Ocean Suite“, „Grand Suite“, „SPA Suite“, „Grand Penthouse Suite“ und „Owner Suite“, unterschieden. Die Kabinen verfügen über Internetzugang, jeder Passagier erhält während der Kreuzfahrt an Bord seine eigene E-Mail-Adresse.
Die öffentlichen Bereiche des Schiffes befinden sich in erster Linie auf Deck 4. Vom siebenstöckigen Atrium mittschiffs erreicht man mit zwei Panoramaaufzügen die oberen Decks. Im vorderen Bereich des Deck 4 liegt das „Theater“, das gleichermaßen als Show-Bühne und Konzertsaal genutzt wird. Die sieben Restaurants der Europa 2 verteilen sich über das ganze Schiff. Der Wellness-Bereich befindet sich auf Deck 5. Der Hauptpool des Schiffes befindet sich auf Deck 9. Der Pool kann abgedeckt und dann als Bühne genutzt werden. Im vorderen Bereich befindet sich die „Belvedere“, die Bibliothek, ein Auditorium/3D-Kino für Vorträge und Filmvorführungen, eine Galerie und eine Kochschule. Im hinteren Bereich des Deck 9 liegt der „Yacht Club“. Die Sansibar, in Zusammenarbeit mit dem gleichnamigen Lokal auf der Insel Sylt, befindet sich auf Deck 8.
Zur Ausstattung der Europa 2 zählen auch zwölf Festrumpfschlauchboote (sogenannte „Zodiacs“), die für Anlandungen und spezielle Exkursionen genutzt werden.

## Maschinenanlage und Antrieb
Die Europa 2 ist mit einer dieselelektrischen Maschinenanlage ausgestattet. Vier Reihen-Dieselmotoren (Sechszylinder-Viertakt-Dieselmotoren) von MaK treiben Generatoren an, die eine elektrische Leistung von insgesamt 18.000 kW entwickeln. Sie versorgen das komplette Schiff mit elektrischer Energie. Die Stromerzeugung wird lastabhängig gesteuert, je nach Energiebedarf werden die Motor-Generator-Einheiten zu- oder abgeschaltet. Um die Betriebssicherheit zu gewährleisten, ist die Maschinenanlage technisch und räumlich in zwei voneinander unabhängige Gruppen aufgeteilt. Der Betrieb der Maschinen- und Antriebsanlage erfolgt vollautomatisiert und wird vom Leitstand auf Deck 3 überwacht. Die Dieselmotoren sind zur Abgasnachbehandlung mit SCR-Katalysatoren ausgerüstet, die den Stickoxidausstoß um fast 95 Prozent reduzieren. Die Europa 2 war das erste mit einem SCR-Katalysator ausgerüstete Kreuzfahrtschiff.
Das Schiff wurde mit zwei unter dem Rumpf hängenden Propellergondeln des Typs Rolls-Royce-Converteam „Mermaid“ ausgestattet. In jeder Gondel befindet sich ein Elektromotor, der einen 5-Blatt-Festpropeller mit einem Durchmesser von 4,60 m antreibt. Die Propeller sind in Fahrtrichtung nach vorne ausgerichtet (Zugpropeller) und drehen mit bis zu 155/min. Da die Gondeln um 360° drehbar sind, erfolgt die Stromversorgung der Elektromotoren über Schleifringe. Als Manövrierhilfe in Häfen und bei geringen Geschwindigkeiten sind im Bug des Schiffes zwei Querstrahlsteueranlagen mit einer Leistung von je 1500 kW eingebaut. Um Rollbewegungen bei rauer See zu reduzieren, verfügt die Europa 2 über ein Paar Flossenstabilisatoren mit einer Fläche von je 14 m², die von Blohm + Voss hergestellt wurden. Die Trinkwasseraufbereitung an Bord erfolgt über zwei Dampferzeuger und eine Umkehrosmose-Anlage.